# Sorgono
Sorgono est une commune italienne de la province de Nuoro, dans la région Sardaigne.
Alignement de menhirs de Biru'e Concas, 150 monuments.

## Administration
| Période                                  | Période | Identité | Étiquette | Qualité |
| ---------------------------------------- | ------- | -------- | --------- | ------- |
|                                          |         |          |           |         |
| Les données manquantes sont à compléter. |         |          |           |         |

### Communes limitrophes
Atzara, Austis, Belvì, Neoneli, Ortueri, Samugheo, Tiana, Tonara.